# ليفثيريوس بوباكيس
ليفثيريوس بوباكيس (باليونانية: Λευτέρης Πουπάκης)‏ ، من مواليد 28 فبراير 1946 ، لاعب كرة قدم يوناني سابق.
لعب مع منتخب اليونان لكرة القدم.

## روابط خارجية
- ليفثيريوس بوباكيس على موقع قاعدة بيانات كرة القدم.إي يو (الإنجليزية)
- ليفثيريوس بوباكيس على موقع ناشيونال فوتبول تيمز (الإنجليزية)
- ليفثيريوس بوباكيس على موقع عالم كرة القدم.نت (الإنجليزية)